# Michelle Tourneur
Pour les articles homonymes, voir Tourneur.
Michelle Tourneur, née en 1942 à Grenoble, est une femme de lettres française.

## Biographie
Michelle Tourneur est née à Grenoble. Elle devient docteur ès lettres avec une thèse intitulée George Sand et Delacroix. Elle abandonne ensuite sa carrière universitaire pour se consacrer à l’écriture

## Production littéraire, radiophoniques et cinématographiques
Un premier roman, le Soufflé Mirabeau, lui ouvre les portes de France Culture et de France Inter. Elle écrit une vingtaine de pièces radiophoniques. Elle reçoit pour La Burette, convertie en pièce de théâtre, la Plume d’or de la ville de Genève en 1983. D’autres créations originales suivront pour la Suisse.
En parallèle, elle signe des scénarios pour la télévision et pour le cinéma – entre autres l’Amaryllis tourné par Henri Colpi, ou l’adaptation des Mouettes sur la Saône par Jean Sagols, qui reçoit le Prix de la Fondation de France en 1983.
Entre 1992 et 2001 elle publie quatre romans dans la Collection Blanche Gallimard. A l’heure dite reçoit au Sénat le Prix Francophone des Alpes et du Jura. Il est adapté au cinéma en 2002 sous le titre l’Idole par la réalisatrice australienne Samantha Lang qui a lu le livre à New York.
Suit une longue période où, sur scène, avec la complicité de son amie la pianiste Laurence Garcin, elle propose des narrations artistiques et littéraires avec image et musique. Haendel, voyageur du baroque - George Sand-Delacroix-Chopin, trio d’un siècle - Merveilleux de l’Art nouveau avec Marcel Proust, etc.
Elle publie en 2013 chez Fayard La beauté m’assassine qui reçoit le Prix Tour Montparnasse la même année,.
En 2015, elle publie Cristal Noir chez Fayard. On y retrouve, comme dans ses autres œuvres, un goût des atmosphères, une approche de la réalité à travers tous les sens, la création, l’art, l’imprévisible des rencontres, des lieux forts, imaginaires ou réels, où flamboient les secrets de ses personnages.
Elle reçoit en septembre 1999 au château de Clermont, la Plume d'Or de la SAS (Société des Auteurs Savoyards)  2000 des mains du président du Conseil général de la Haute-Savoie, Nycollin.

## Œuvres
- Le Soufflé Mirabeau, Paris, Presses de la Cité, 1974, 218 p. (BNF 34558654)
- La Grange à voile, ill. de Jacqueline Duhême, Paris, Éditions Gallimard Jeunesse, 1992, 64 p.  (ISBN 2-07-052310-1)
- La Soie, Paris, Éditions Gallimard, 1992, 254 p.  (ISBN 2-07-072613-4)
- À l’heure dite, Paris, Éditions Gallimard, 1997, 152 p.  (ISBN 2-07-074805-7)[5]

- Prix Alpes-Jura 1998
- Lumières d’alcôve, Paris, Éditions Gallimard, 1999, 151 p.  (ISBN 2-07-075614-9)[6]
- Nuit d'or et de neige, Paris, Éditions Gallimard, 2001, 152 p.  (ISBN 2-07-076242-4)
- La beauté m’assassine, Paris, Éditions Fayard, 2012, 309 p.  (ISBN 978-2-213-67106-2)[7]

- Prix Tour Montparnasse 2013
- Cristal noir, Paris, Éditions Fayard, 2015, 280 p.  (ISBN 978-2-213-68068-2)
- La ballerine qui rêvait de littérature, Éditions Fayard, 2017.  (ISBN 978-2213700588)
- La Folle ardeur, Éditions Fayard, 2019.  (ISBN 978-2213700588)